# Scuderia Minardi
Pour les articles homonymes, voir Minardi (homonymie) et Il Passatore.
La Scuderia Minardi (rebaptisée plus tard European Minardi F1 puis Minardi F1 team) est une ancienne écurie de course automobile italienne fondée en 1979 par Giancarlo Minardi. Après un passage en Formule 2, Minardi a participé au championnat du monde de Formule 1 de 1985 à 2005, avant d'être rachetée fin 2005 par Red Bull et d'être rebaptisée Scuderia Toro Rosso pour la saison 2006. En 21 saisons, Minardi a disputé un total de 340 Grands Prix et inscrit 38 points. La meilleure qualification d'une Minardi est une 2e place sur la grille et la meilleure position à l'arrivée une 4e place décrochée à trois reprises. Le meilleur classement en championnat est une 7e place en 1991.

## Historique

### Scuderia del Passatore, Scuderia Everest puis Minardi Spa

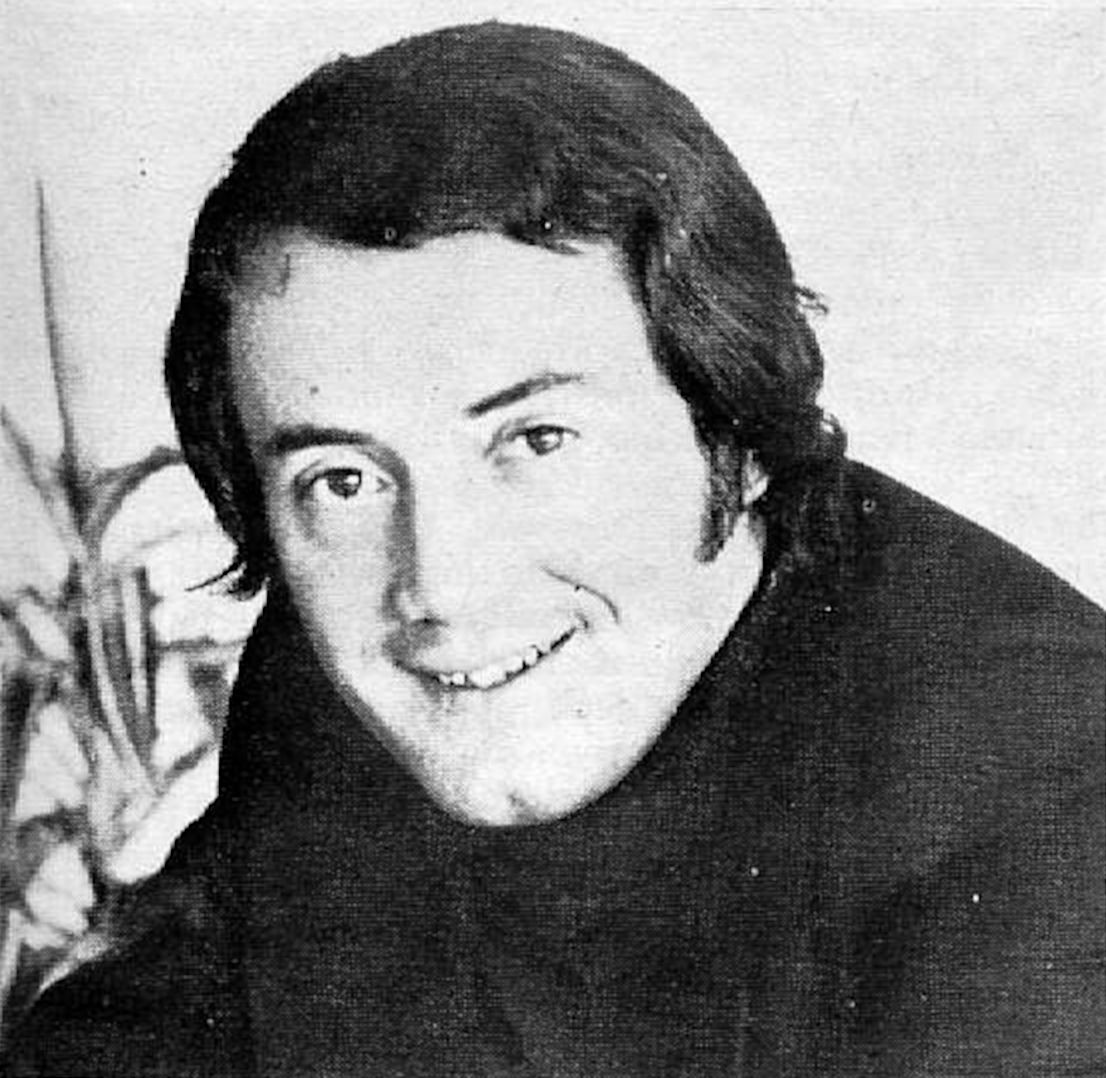
Giancarlo Minardi en 1974

Giancarlo Minardi est l'un des trois fils de Giovanni Minardi qui était à la tête de la plus ancienne concession Fiat d'Italie et qui dès les années 1940 avait créé une écurie de course automobile. À la mort du patriarche, Giancarlo hérite de l'écurie familiale qu'il rebaptise « Scuderia del Passatore » en 1972 pour disputer les championnats italiens de Formule de Promotion et de Formule Italie. Il la renomme « Scuderia Everest » en 1974 lorsqu'il s'engage en Formule 2. En véritable artisan indépendant, il conçoit ses monoplaces en greffant un V6 BMW ou Ferrari sur des châssis March, Chevron ou encore Ralt. Des pilotes aussi réputés que Clay Regazzoni, Elio De Angelis ou Beppe Gabbiani vont s'illustrer au volant de ses créations. En 1979, il s'associe avec Piero Mancini et l'ancien ingénieur Ferrari Giacomo Caliri et fonde une nouvelle écurie, Minardi Spa. L'espoir italien Michele Alboreto offre à Minardi sa seule victoire en Formule 2 lors de l'édition 1981 du GP de l'Adriatique à Misano. La saison suivante est beaucoup plus fade, tandis qu'en 1983, Alessandro Nannini termine à une honorable 7e place en championnat. En 1985, la F2 est remplacée par la Formule 3000 et ce changement entraîne une hausse des coûts sensibles. Quitte à payer le prix fort pour disputer un championnat du monde, Giancarlo décide alors de sauter le pas et de s'engager en F1.

### 1985: les débuts en F1

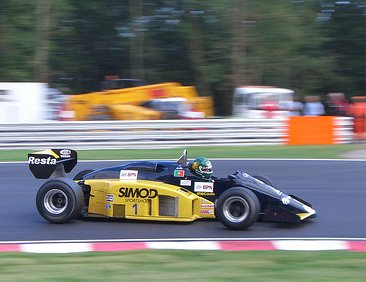
La Minardi M185 des débuts en F1

Le budget demeurant limité, Minardi, pour sa première saison, n'engage qu'une seule voiture confiée au champion européen de Formule 3, Pierluigi Martini (Nannini, pilote Minardi en F2 n'a pas décroché sa superlicence). Martini est lui aussi novice, sa seule expérience de la F1, chez Toleman s'étant soldée par une non-qualification. La M185, en fait une F2 mise en configuration F1, noire et jaune aux couleurs de Simod, conçue par Giacomo Caliri, dispose d'un châssis en carbone et doit être motorisée par un V8 Alfa Romeo. Mais au dernier moment, le motoriste milanais fait faux bond tandis que Carlo Chiti fait son apparition. Chiti est l'ex-président d'Autodelta, département compétition d'Alfa Romeo et le fondateur de Motori Moderni, officine de conception de moteurs de compétition. Minardi signe alors un contrat de fourniture moteur avec son compatriote qui ne peut toutefois pas lui garantir que son bloc sera disponible en début de saison. La M185 est à nouveau modifiée par Caliri pour recevoir un V8 Cosworth provisoire. Face aux turbos, Martini ne parvient à se qualifier qu'en dernière position du GP du Brésil où l'écurie n'a pu dépêcher que 12 mécaniciens. Lors des pit-stops, Giancarlo Minardi et le pilote de F2 Miguel-Angel Guerra doivent mettre la main à la pâte pour changer les pneumatiques. Au bout de deux GP, le moteur turbo développé par Motori Moderni fait son apparition et permet à Martini de prendre le départ à quinze reprises. La saison inaugurale est décevante avec douze abandons (dont huit sur problème mécanique). Martini réalise sa meilleure performance lors du GP de clôture en Australie où il termine 8e mais n'est pas retenu pour la saison suivante. Il passe en F3000 (où il terminera 3e avec deux victoires) tandis que Nannini va enfin pouvoir débuter en F1.
En 1986, Minardi engage deux monoplaces pour Alessandro Nannini et un autre pilote italien plus expérimenté, Andrea De Cesaris. Pour commencer la saison, Minardi aligne une évolution modeste de la M185, la M185B, qui possède toujours d'un châssis issu de la F2. Nannini disputera l'intégralité de la saison sur cette M185B tandis que la M186, enfin avec une coque carbone (néanmoins moulée sur la base de la M185) ne dispute que les six derniers GP de la saison aux mains de de Cesaris. De toute façon, ni l'une ni l'autre des monoplaces ne permettent d'inscrire de point en championnat. Les pilotes ne reçoivent le drapeau à damier qu'en une seule occasion, lors de l'avant-dernier GP au Mexique (de Cesaris 8e et Nannini 14e). La fiabilité est toujours en cause avec 21 abandons sur panne mécanique en 29 départs.

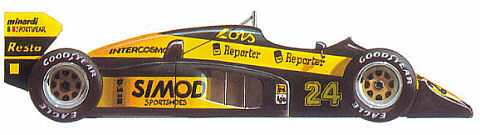
La Minardi M187

En 1987, Nannini reste fidèle au poste tandis qu'Adrian Campos remplace de Cesaris. La M187, simple évolution de ses devancières est améliorée par Caliri pour être désormais chaussée en Goodyear en lieu et place des Pirelli. À la mi-saison les monoplaces reçoivent enfin des freins en carbone en lieu et place des désormais obsolètes disques en fonte, mais encore une fois la saison restera vierge de tout point car aucun progrès n'est réalisé en matière de fiabilité : seulement deux arrivées en GP (Nannini 11e en Hongrie et Campos 14e en Espagne).

### 1988: la première «vraie» F1
En 1988, l'écurie prend l'accent espagnol lorsque Luis Pérez-Sala rejoint son compatriote Campos au volant de la M188 alors que Nannini rejoint les rangs de l'écurie Benetton. Cette nouvelle monoplace, première « véritable » Formule 1 de l'écurie (coque spécifique en carbone et freins en carbone), conçue par Caliri et Aldo Costa, est développée autour d'un V8 Cosworth atmosphérique, en vue du retrait des moteurs turbo pour la saison suivante. Le Cosworth DFZ est le moteur le moins puissant du plateau mais il est fiable, caractéristique que les blocs de Chiti semblaient ignorer. Campos est limogé après trois non-qualifications et Minardi dispute les trois GP suivants avec la seule monoplace de Perez-Sala, sans résultat. Giancarlo Minardi rembauche Martini pour le GP des États-Unis et le miracle se produit : il décroche le point de la 6e place pour son retour en F1 (le premier point en 52 GP pour Minardi). Ce point est vraiment le bienvenu puisqu'il permet aux pilotes d'éviter les pré-qualifications en seconde partie de championnat (et évitera les pré-qualifications lors de la première demi-saison 1989 où le nombre des engagés montera jusqu'à 38). Le Cosworth permet de gagner en fiabilité et les Minardi rejoindront l'arrivée à 13 reprises (sans toutefois inscrire de nouveaux points, Martini terminant tout de même 7e en Australie).
En 1989, le duo de pilotes est conservé et débute sur la M188B avant que la M189 ne soit engagée au GP du Mexique. La principale différence avec l'année précédente est le retour aux pneus Pirelli. L'équipe a même été la première à effectuer des essais pour le manufacturier italien. Pour bien s'adapter à cette nouvelle donne, la suspension arrière a été profondément remaniée. Si le V8 Cosworth (désormais DFR) motorise toujours les Minardi, le patron garde des contacts étroits avec Motori Moderni (qui équipait Minardi de 1985 à 1987) qui vient de concevoir un flat-12 pour le compte de Subaru qui compte s'engager en F1 : si Minardi pouvait récupérer ce moteur et le soutien du constructeur... La saison débute bien mal avec douze abandons en autant de départs. L'écurie doit à tout prix inscrire trois points lors du GP d'Angleterre sous peine de devoir disputer les séances de pré-qualifications en deuxième partie de championnat car AGS et Onyx ont aussi marqué des points. Et comme l'année passée, le miracle se produit : Martini termine 5e devant son coéquipier. Les monoplaces, plus fiables, terminent les GP suivants, puis Martini, grâce à ses Pirelli de première qualité, réussit un nouvel exploit lors du GP du Portugal. Qualifié en 5e position, il prend la tête du GP pendant un tour avant de terminer 5e. Il termine en beauté en inscrivant le point de la 6e place lors du dernier GP en Australie. Avec 6 points, Minardi se classe 10e du championnat du monde.
Pour 1990, Minardi s'est fait chiper le flat-12 Motori Moderni-Subaru par son compatriote Coloni dont Subaru vient de racheter 51 % des parts (Subaru se désengagera bien vite, le flat-12 étant une véritable calamité). Giancarlo reste « fidèle » au Cosworth, tout en prenant des contacts avec Yamaha, autrefois lié à Zakspeed qui vient de faire faillite. Au volant de la M189 puis de la M190, conçues par Aldo Costa et Nigel Coperthwaithe, ni Martini, ni Paolo Barilla ne parviennent à inscrire de point bien que Pierluigi Martini réussisse une magnifique qualification en 2e position au GP des États-Unis. Les tractations avec Yamaha capotent, mais Minardi a un nouvel atout dans sa manche pour la saison suivante.

### 1991: le moteur Ferrari
En 1991, Minardi frappe un grand coup lorsqu'il décroche enfin un moteur plus performant que le Cosworth. Responsable d'une concession Fiat-Ferrari, Giancarlo Minardi dispose d'une situation privilégiée lorsque Ferrari consent à mettre à disposition de ses concurrents des moteurs clients. La nouvelle M191 de Aldo Costa et Rene Hilhorst est donc mûe par un V12 Ferrari et confiée aux bons soins de Martini et de Gianni Morbidelli, ancien champion d'Italie de F3 qui a débuté en F1 en 1990 chez Dallara. Mais Morbidelli est surtout l'ancien pilote d'essais de Ferrari et son concours est précieux pour juger le mariage châssis-moteur de la M191. Minardi, mécontent de la fourniture par Pirelli des écuries Tyrrell et Benetton rompt son contrat avec le manufacturier italien et retourne dans le giron de Goodyear. Malheureusement, la boîte de vitesses Minardi s'adapte mal au bloc Ferrari qu'elle a du mal à exploiter et développer, d'autant plus que les sponsors qu'aurait dû attirer le nom Ferrari ne se bousculent pas au portillon. Les monoplaces décrochent tout de même de belles places d'honneur pendant toute la saison et Martini termine 4e à Saint Marin puis au Portugal. En fin de saison l'écurie est 7e du championnat constructeurs avec six points mais doit à son motoriste une belle ardoise qui conduit à la non-prolongation du contrat, Ferrari préférant se tourner vers la BMS-Scuderia Italia de Beppe Lucchini pour 1992.

### 1992: le moteur Lamborghini
Pour 1992, Minardi troque son V12 Ferrari (trop coûteux) pour un V12 Lamborghini deux fois moins cher. La saison débute avec un modèle hybride, la M191B, avant que la M192 ne fasse ses premières gammes à partir du GP de Saint Marin. Martini est parti chez Dallara et est remplacé par Christian Fittipaldi, neveu du champion du monde Emerson Fittipaldi. Morbidelli est confirmé et son père, le fabricant des motos Morbidelli, est mandaté par Minardi pour concevoir une boîte de vitesses semi-automatique. En quatorze arrivées, Minardi ne décroche qu'un seul point, au Japon par Fittipaldi.

### 1993: retour au Cosworth
En 1993, Minardi abandonne le V12 Lamborghini et revient au V8 Ford HB-Cosworth, plus fiable, plus facile à entretenir et moins onéreux, pour propulser la nouvelle M193 conçue par Aldo Costa et Gustav Brunner. Les pilotes sont Fittipaldi et Fabrizio Barbazza, champion d'Indy Lights en 1986 et 3e aux 500 miles d'Indianapolis en 1987. La saison débute en fanfare puisque l'équipe engrange 7 unités en six épreuves : Fittipaldi termine 4e sous le déluge du GP inaugural en Afrique du Sud, Barbazza décroche un point au GP d'Europe à Donington, un autre à Imola tandis que Fittipaldi se classe 5e à Monaco. Après neuf GP, Barbazza cède son baquet à Pierluigi Martini, Fittipaldi laisse le sien à Jean-Marc Gounon lors des deux dernières épreuves mais aucun nouveau point ne sera inscrit. Minardi se classe à seize reprises et termine huitième du championnat avec 7 points.

### 1994: la fusion avec BMS-Scuderia Italia

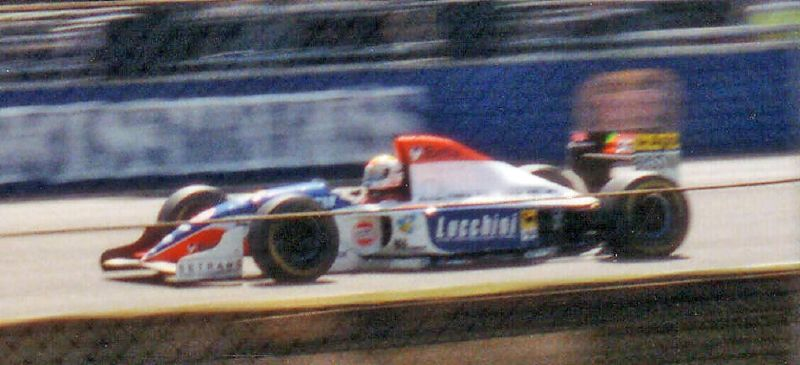
Pierluigi Martini sur la M194 au GP de Grande-Bretagne 1994

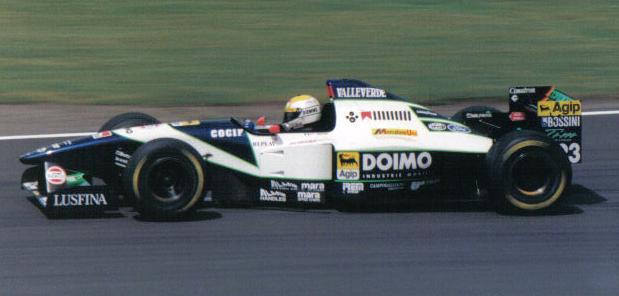
Pierluigi Martini sur la M195 au GP de Grande-Bretagne 1995

En 1994, Giancarlo Minardi doit s'associer avec Giuseppe Lucchini, fondateur de la Scuderia Italia disparue de la F1 fin 1993, pour pouvoir se maintenir au plus haut niveau. Cette association semble naturelle : Lucchini a l'argent mais pas l'expérience tandis que Minardi peut faire état de neuf saisons en F1 avec un budget plutôt étriqué... La M193B dispute les premiers GP avant de céder la place à la M194 (toujours créée par Costa et Brunner). Michele Alboreto, qui vient épauler Martini termine 6e en principauté tandis que son compatriote se classe à la 5e place en Espagne et en France. L'équipe termine 15 fois classée et récolte la 10e place en championnat. Mais 1994 n'était, pour le duo Minardi-Lucchini, qu'une année de transition, l'objectif étant de convaincre un grand constructeur de les épauler. Durant l'hiver, des contacts sont noués avec Mugen-Honda qui envoie même à Faenza une maquette à l'échelle 1/1 de son V10 afin qu'Aldo Costa puisse concevoir sa M195 autour des cotes du bloc nippon.
En 1995, Minardi est une des dernières écuries à présenter sa monoplace. En effet, la M195 était prévue pour accueillir le V10 Mugen mais Ligier en a obtenu l'exclusivité. En effet, Flavio Briatore, qui a racheté Ligier et transféré les moteurs Renault vers Benetton, a séduit les Japonais qui lui fourniront en prime le pilote Aguri Suzuki et sa mallette de yens. Aldo Costa n'a alors que trois mois pour modifier sa monoplace et greffer en catastrophe un V8 Ford Cosworth EDM. La saison s'annonce difficile pour Minardi puisque certains sponsors contrariés par la non-venue du moteur Mugen Honda se rétractent tandis que le Cosworth est payant, contrairement au bloc japonais fourni gratuitement grâce aux sponsors de Suzuki. Les pilotes recrutés sont Martini et Luca Badoer, ex-champion de F 3000, qui a débuté en F1 chez Scuderia Italia et qui fut pilote d'essai de l'équipe en 1994 après la fusion avec l'équipe de Lucchini. Les monoplaces rallient l'arrivée à 19 reprises, mais seul Pedro Lamy, qui remplace Martini à partir de la mi-saison, inscrit un point lors du dernier GP au Japon, moment que choisit Aldo Costa pour annoncer son départ chez Ferrari.
En 1996, Flavio Briatore, qui avait failli être le fossoyeur de Minardi l'année précédente, vient en aide à l'écurie moribonde en mettant à disposition son jeune protégé Giancarlo Fisichella ainsi qu'une petite rallonge budgétaire. La M195B engagée a été dégrossie par Costa avant son départ pour Ferrari, l'ingénieur Mauro Gennari se contentant de mettre l'ancienne M195 en conformité avec la réglementation 1996. Aucun pilote (Pedro Lamy, Giancarlo Fisichella, Giovanni Lavaggi et Tarso Marques) ne parvient à la faire briller. Fisichella réussit le meilleur résultat de la saison en terminant 8e au Canada.

### 1997: le rachat par Briatore
En 1997, Briatore, associé à l'ancien pilote Alessandro Nannini et à Gabriele Rumi (en) rachètent 70 % de l'écurie Minardi mais maintiennent Giancarlo Minardi et Beppe Lucchini, qui détiennent seulement 30 % des parts à la tête de l'équipe. La corbeille de la mariée est plutôt remplie puisque Minardi reçoit le V8 Hart, une nouvelle soufflerie, le soutien du cigarettier Mild Seven et un nouveau poulain de Briatore, Jarno Trulli. La Minardi M197 de Gabriele Tredozi et Mauro Gennari est donc motorisée par le V8 Hart 830 AV7 exclusif en attendant un V10 pour la fin de saison. La monoplace est confiée à Ukyo Katayama (ex-Tyrrell) et Jarno Trulli (champion d'Allemagne en titre de F3) avant que Marques ne le remplace à partir du GP de France. Trulli signe deux 9e places comme meilleurs résultats. Mais Briatore entreprend alors de revendre l'écurie au cigarettier BAT qui cherche à s'investir en Formule 1 (et qui s'engagera plus tard sous le nom BAR). Minardi et Rumi s'y opposent et Rumi rachète les 70 % du groupe Briatore et devient dès lors l'actionnaire majoritaire de l'écurie.

### 1998: le rachat par Rumi
En 1998, Gabriele Rumi, patron de l'entreprise de jantes alliage Fondmetal (qui s'était engagée en 1991 et 1992 en F1) nouveau patron de Minardi conserve Giancarlo aux commandes et fait passer le personnel de 78 à 122 employés. Gustav Brunner est de retour de chez Ferrari mais n'est pas à l'origine de la M198. Celle-ci dispose d'un V10 Ford Zetec-R (ex-Stewart), le V10 Hart n'étant pas disponible. Les monoplaces sont confiées à deux pilotes payants, Shinji Nakano (ex-Prost Grand Prix) et Esteban Tuero, chargés de concrétiser en piste les espoirs de leur nouveau patron. Mais Nakano n'obtient comme meilleur résultat qu'une 7e place au Canada. De 1996 à 1998 inclus, Minardi n'a marqué aucun point en championnat...
Pour 1999, Brunner conçoit avec Tredozi la M01 (nouvelle dénomination imposée par Rumi). Rumi décroche le soutien financier de la société de téléphonie espagnole Telefonica ce qui lui permet de recruter le solide pilote espagnol Marc Gené. Fort de cette manne financière, Rumi approche Supertec mais les négociations échouent et le V10 Cosworth est à nouveau installé dans les monoplaces italiennes. Gené et Luca Badoer amènent seize fois leur M01 recevoir le drapeau à damier, mais surtout Gené inscrit un point lors du GP d'Europe : il met ainsi fin à une série de 62 départs sans résultat.
En 2000, le budget très faible de la petite scuderia ne lui permet pas de disposer d'un moteur performant et les M02 de Marc Gené et Gaston Mazzacane (pilote-essayeur Minardi en 1999 soutenu par Telefonica soucieux d'avoir un représentant sud-américain au sein de l'écurie) sont mues par un Ford-Cosworth Zetec-R désormais vieux de trois ans. Bien qu'il dispose d'un nouveau vilebrequin et d'une nouvelle gestion électronique, il est dépassé sur le plan de l'encombrement, du poids et des performances. Les M02 se classent à vingt-deux reprises mais le meilleur résultat n'est qu'une 8e place décrochée à trois reprises. Le fait de n'inscrire aucun point pénalise encore plus l'écurie car elle ne bénéficie pas de la gratuité des frais de transport alloués par la FOA pour la saison 2001, ce qui grève encore plus le budget. Fin 2000, Gabriele Rumi, affaibli par un cancer qui l'emportera quelques mois plus tard, cherche à céder ses parts à la chaîne de télévision sportive PSN (sponsor de Mazzacane) qui s'engage finalement avec Prost Grand Prix.

### 2001: le rachat par Stoddart

Le logo de l'écurie après son rachat par Paul Stoddart en 2001

À deux mois du début du championnat 2001, Rumi se résout à vendre Minardi à Paul Stoddart, un Australien dirigeant la compagnie aérienne de charters et de fret European Aviation. La PS01, initialement conçue pour accueillir un V10 Supertec doit être modifiée pour recevoir le vieux Ford-Zetec rebadgé European. Les monoplaces sont aux mains de Fernando Alonso (ex-essayeur Minardi) et Tarso Marques (à la suite du refus de Pedro de la Rosa écarté d'Arrows initialement pressenti). À Melbourne, théâtre du premier GP, la monoplace de Marques en pièces détachées est assemblée à même les stands tandis que celle d'Alonso n'a effectué que 50 km de roulage. Les monoplaces sont quasi-uniquement sponsorisées par l'entreprise du patron et le resteront toute la saison. De plus Gustav Brunner, le directeur technique, part pour Toyota en cours de saison. Marques, avant son remplacement par Alex Yoong en fin de saison, se classe deux fois 9e. Minardi n'a pas inscrit de point en deux saisons.

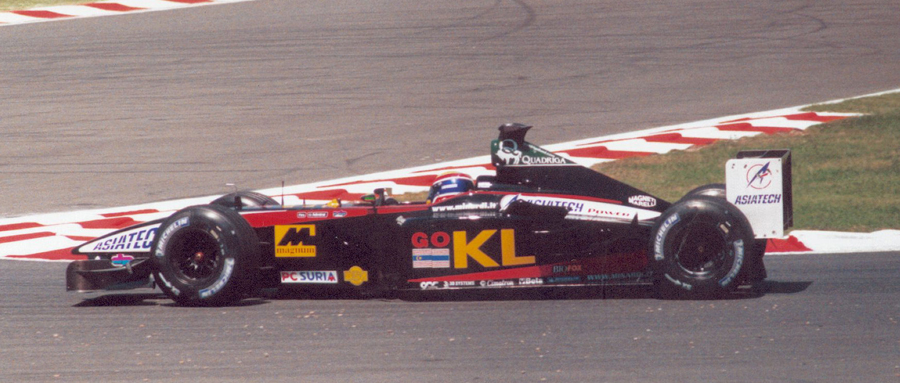
Mark Webber pilote la PS02 au GP de France 2002

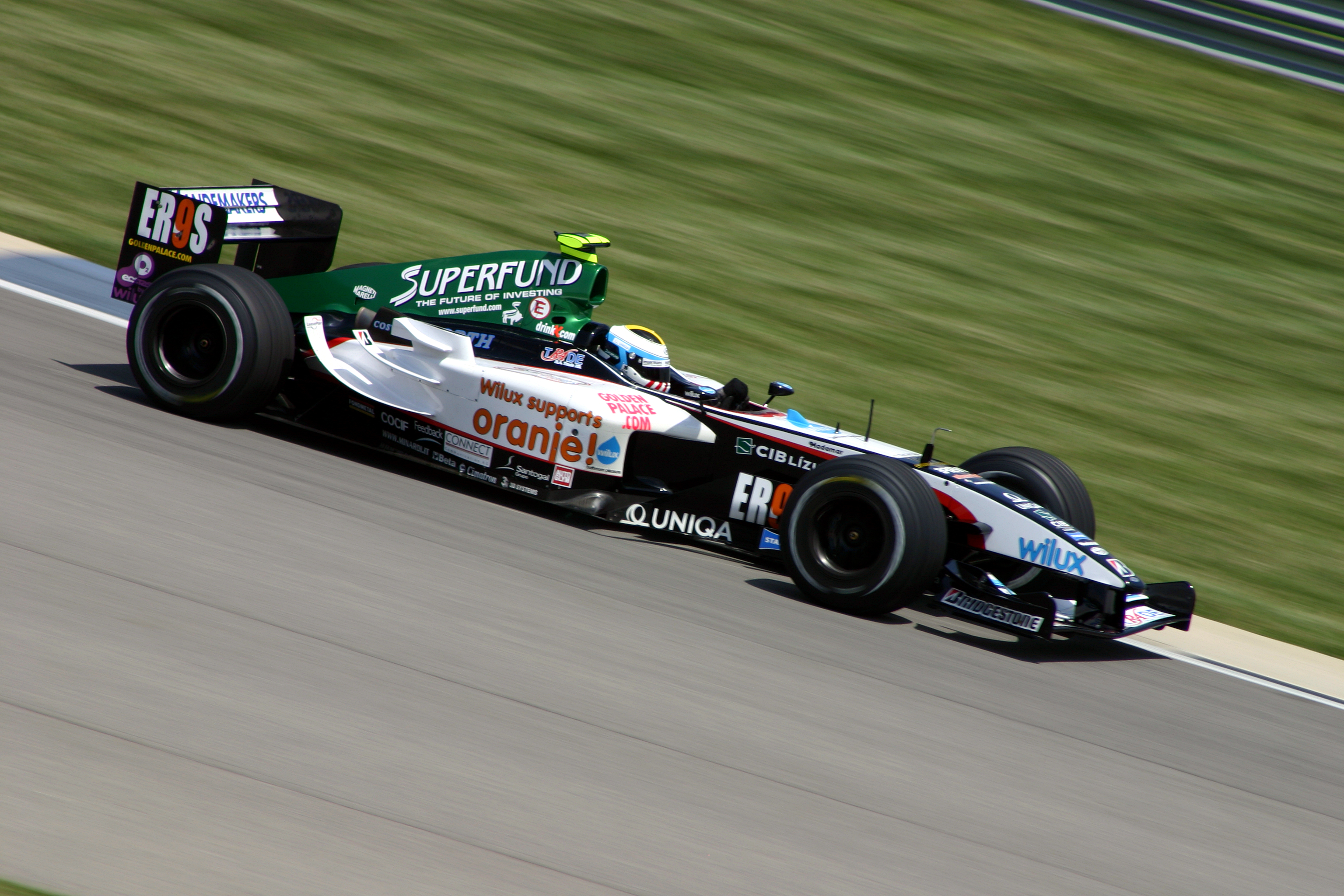
Minardi PS04B au GP des États-Unis 2004

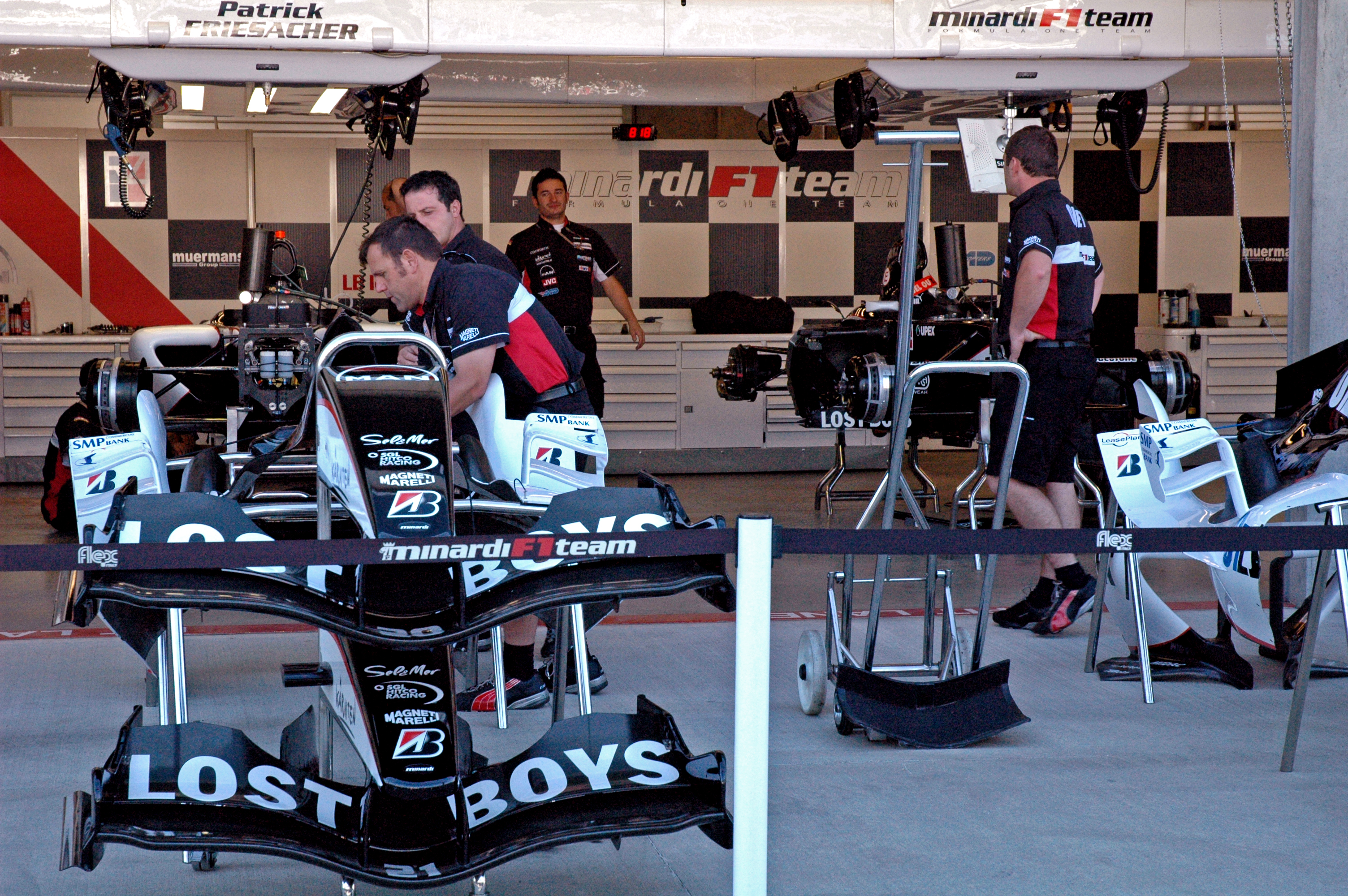
Stand Minardi - 2005

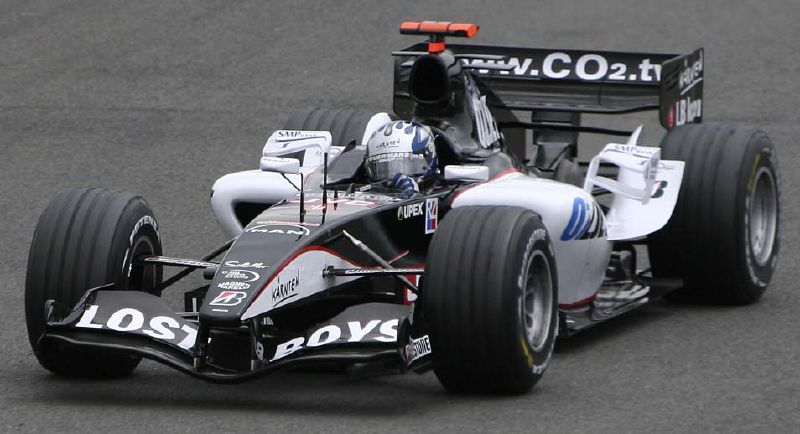
Minardi PS05 au GP de Grande-Bretagne 2005

Avec le départ d'Alonso pour devenir pilote d'essai chez Renault Stoddart recrute son compatriote Mark Webber pour épauler Yoong. La PS02, conçue par Gabriele Tredozi et George Ryton, est équipé du V10 Asiatech ex-Peugeot, plus compétitif que le Cosworth de 1998. Webber décroche la cinquième place lors du GP d'ouverture (Yoong est 7e) en Australie : les premiers points pour Stoddard et Webber, qui plus est à domicile. Le reste de la saison est plus difficile puisque European demeure le principal sponsor et que ses finances déclinent à la suite des événements du 11 septembre qui ont eu des répercussions financières sur l'ensemble des entreprises liées à l'aéronautique. Les monoplaces finiront à treize reprises dans la saison, sans toutefois inscrire de nouveaux points. Minardi retrouve le classement des constructeurs en décrochant la neuvième place.
En 2003, la PS03 dispose d'un V10 Cosworth, plus fiable que l'Asiatech, mais l'écurie est en manque de budget, aucun grand sponsor ne voulant contribuer à la renaissance de l'équipe. Lors des essais d'intersaison, les Minardi sont même contraintes de rouler avec des pneus Avon de F3000, Bridgestone refusant de fournir gracieusement des gommes pour les tests à Valence. Stoddart recrute Justin Wilson, issu de la F3000 et de la Formule Nissan ainsi que l'expérimenté Jos Verstappen. Wilson sera récupéré par Jaguar Racing à partir du GP d'Allemagne et remplacé par Nicolas Kiesa (auteur de cinq courses sans grand relief). Le nouveau règlement pourrait être bénéfique à Minardi puisque désormais les huit premiers inscrivent des points en course mais Minardi ne marque aucun point, Verstappen signant comme meilleur résultat de l'année une neuvième place au GP du Canada.
En 2004, la PS04B est dessinée par Gabriele Tredozi et Sandro Parini et pilotée par Gianmaria Bruni (pilote d'essais en 2003) et Zsolt Baumgartner qui avait déjà tâté légèrement à la F1 en 2003 chez Jordan. Le début de saison est moyen avec des arrivées autour de la 15e place au gré des abandons de concurrents, puis Baumgartner termine 8e au GP des États-Unis, donnant à Minardi son premier point depuis deux ans. Bruni se fait plutôt remarquer par les à-côtés de la compétition : à Shanghaï, une de ses roues se détache en plein virage, Gimmi rentrant au stand sur trois roues, lance alors un célèbre « Va te faire foutre! » à l'encontre de son patron qui lui recommandait de rentrer au ralenti. Lors du GP suivant, à Monza, il est victime d'un impressionnant incendie (sans gravité) lors d'un ravitaillement en course. Le point du Hongrois sera le seul de la saison.
En 2005, Stoddart se fait remarquer en demandant en vain de pouvoir entamer la saison avec ses PS04B ancienne réglementation, faute de moyens financiers pour aligner des monoplaces répondant à la nouvelle norme. Il se voit imposer un nouveau refus et dès le lendemain aligne des PS04B parfaitement conformes... Les PS04B débutent donc la saison avant que n'apparaisse la PS05 (conçue seulement par Tredozi) au GP de Saint Marin. Le duo de pilotes est inédit et composé de Christijan Albers et Patrick Friesacher (remplacé à partir du GP d'Allemagne par Robert Doornbos). Les seuls points inscrits le seront lors de la parodie de GP à Indianapolis où seules les monoplaces équipées en Bridgestone prennent le départ. Albers et Friesacher se classent respectivement cinquième et sixième d'un Grand Prix où seulement six monoplaces se sont affrontées. À la fin de la saison, Paul Stoddart qui ne peut plus subvenir seul au fonctionnement de son écurie faute du soutien d'un sponsor important, revend Minardi à Dietrich Mateschitz, le patron de Red Bull, qui l'engage pour la saison 2006 sous le nom « Scuderia Toro Rosso ». C'est la fin d'une aventure pour une écurie dirigée par la passion pendant vingt ans.

## Résultats en championnat du monde de Formule 1
| Saison | Écurie                       | Châssis                                  | Moteur                                   | Pneus       | Pilotes                                                                   | Grands Prix disputés | Points inscrits | Classement |
| ------ | ---------------------------- | ---------------------------------------- | ---------------------------------------- | ----------- | ------------------------------------------------------------------------- | -------------------- | --------------- | ---------- |
| 1985   | Minardi F1 Team              | Minardi M185                             | Ford-Cosworth V8 Motori Moderni V6 Turbo | Pirelli     | Pierluigi Martini                                                         | 15                   | 0               | Non classé |
| 1986   | Minardi F1 Team              | Minardi M185B Minardi M186               | Motori Moderni V6 Turbo                  | Pirelli     | Alessandro Nannini Andrea De Cesaris                                      | 15                   | 0               | Non classé |
| 1987   | Minardi F1 Team              | Minardi M187                             | Motori Moderni V6 Turbo                  | Goodyear    | Alessandro Nannini Adrian Campos                                          | 16                   | 0               | Non classé |
| 1988   | Lois Minardi Team            | Minardi M188                             | Ford-Cosworth V8                         | Goodyear    | Pierluigi Martini Adrian Campos Luis Pérez-Sala                           | 14                   | 1               | 10e        |
| 1989   | Minardi F1 Team              | Minardi M188B Minardi M189               | Ford-Cosworth V8                         | Pirelli     | Pierluigi Martini Paolo Barilla Luis Pérez-Sala                           | 16                   | 6               | 10e        |
| 1990   | SCM Minardi Team             | Minardi M190                             | Ford-Cosworth V8                         | Pirelli     | Pierluigi Martini Paolo Barilla Gianni Morbidelli                         | 16                   | 0               | Non classé |
| 1991   | Minardi F1 Team              | Minardi M191                             | Ferrari V12                              | Goodyear    | Pierluigi Martini Gianni Morbidelli Roberto Moreno                        | 16                   | 6               | 7e         |
| 1992   | Minardi F1 Team              | Minardi M191B Minardi M191L Minardi M192 | Lamborghini V12                          | Goodyear    | Christian Fittipaldi Gianni Morbidelli Alessandro Zanardi                 | 15                   | 1               | 11e        |
| 1993   | Minardi F1 Team              | Minardi M193                             | Ford-Cosworth V8                         | Goodyear    | Christian Fittipaldi Fabrizio Barbazza Pierluigi Martini Jean-Marc Gounon | 16                   | 7               | 8e         |
| 1994   | Minardi Scuderia Italia      | Minardi M193B Minardi M194               | Ford-Cosworth V8                         | Goodyear    | Pierluigi Martini Michele Alboreto                                        | 16                   | 5               | 10e        |
| 1995   | Minardi Scuderia Italia      | Minardi M195                             | Ford-Cosworth V8                         | Goodyear    | Pierluigi Martini Pedro Lamy Luca Badoer                                  | 17                   | 1               | 10e        |
| 1996   | Minardi F1 Team              | Minardi M195B                            | Ford-Cosworth V8                         | Goodyear    | Pedro Lamy Giancarlo Fisichella Tarso Marques Giovanni Lavaggi            | 16                   | 0               | Non classé |
| 1997   | Minardi F1 Team              | Minardi M197                             | Hart V8                                  | Bridgestone | Tarso Marques Ukyo Katayama Jarno Trulli                                  | 17                   | 0               | Non classé |
| 1998   | Fondmetal Minardi Team       | Minardi M198                             | Ford-Cosworth V10                        | Bridgestone | Shinji Nakano Esteban Tuero                                               | 16                   | 0               | Non classé |
| 1999   | Fondmetal Minardi Ford       | Minardi M01                              | Ford-Cosworth V10                        | Bridgestone | Luca Badoer Marc Gené Stéphane Sarrazin                                   | 16                   | 1               | 9e         |
| 2000   | Telefónica Minardi Fondmetal | Minardi M02                              | Fondmetal V10                            | Bridgestone | Gaston Mazzacane Marc Gené                                                | 17                   | 0               | Non classé |
| 2001   | European Minardi F1          | Minardi PS01                             | European V10                             | Michelin    | Fernando Alonso Tarso Marques Alex Yoong                                  | 17                   | 0               | Non classé |
| 2002   | KL Minardi Asiatech          | Minardi PS02                             | Asiatech V10                             | Michelin    | Alex Yoong Mark Webber Anthony Davidson                                   | 16                   | 2               | 9e         |
| 2003   | European Minardi Cosworth    | Minardi PS03                             | Ford-Cosworth V10                        | Bridgestone | Justin Wilson Jos Verstappen Nicolas Kiesa                                | 16                   | 0               | Non classé |
| 2004   | Minardi Cosworth             | Minardi PS04B                            | Ford-Cosworth V10                        | Bridgestone | Gianmaria Bruni Zsolt Baumgartner                                         | 18                   | 1               | 10e        |
| 2005   | Minardi F1 Team              | Minardi PS04B Minardi PS05               | Cosworth V10                             | Bridgestone | Christijan Albers Patrick Friesacher Robert Doornbos                      | 19                   | 7               | 10e        |

## Palmarès des pilotes de Scuderia Minardi
| Pilotes              | Grands Prix disputés | Victoires | Podiums | Points inscrits | Pole positions | Meilleurs tours en course |
| -------------------- | -------------------- | --------- | ------- | --------------- | -------------- | ------------------------- |
| Pierluigi Martini    | 102                  | 0         | 0       | 16              | 0              | 0                         |
| Andrea De Cesaris    | 15                   | 0         | 0       | 0               | 0              | 0                         |
| Alessandro Nannini   | 30                   | 0         | 0       | 0               | 0              | 0                         |
| Adrián Campos        | 17                   | 0         | 0       | 0               | 0              | 0                         |
| Luis Pérez-Sala      | 26                   | 0         | 0       | 1               | 0              | 0                         |
| Paolo Barilla        | 9                    | 0         | 0       | 0               | 0              | 0                         |
| Gianni Morbidelli    | 32                   | 0         | 0       | 0               | 0              | 0                         |
| Roberto Moreno       | 1                    | 0         | 0       | 0               | 0              | 0                         |
| Christian Fittipaldi | 24                   | 0         | 0       | 6               | 0              | 0                         |
| Alessandro Zanardi   | 1                    | 0         | 0       | 0               | 0              | 0                         |
| Fabrizio Barbazza    | 8                    | 0         | 0       | 2               | 0              | 0                         |
| Jean-Marc Gounon     | 2                    | 0         | 0       | 0               | 0              | 0                         |
| Michele Alboreto     | 16                   | 0         | 0       | 1               | 0              | 0                         |
| Luca Badoer          | 31                   | 0         | 0       | 0               | 0              | 0                         |
| Pedro Lamy           | 24                   | 0         | 0       | 1               | 0              | 0                         |
| Giancarlo Fisichella | 8                    | 0         | 0       | 0               | 0              | 0                         |
| Tarso Marques        | 24                   | 0         | 0       | 0               | 0              | 0                         |
| Giovanni Lavaggi     | 3                    | 0         | 0       | 0               | 0              | 0                         |
| Ukyo Katayama        | 17                   | 0         | 0       | 0               | 0              | 0                         |
| Jarno Trulli         | 6                    | 0         | 0       | 0               | 0              | 0                         |
| Shinji Nakano        | 16                   | 0         | 0       | 0               | 0              | 0                         |
| Esteban Tuero        | 16                   | 0         | 0       | 0               | 0              | 0                         |
| Marc Gené            | 33                   | 0         | 0       | 1               | 0              | 0                         |
| Stéphane Sarrazin    | 1                    | 0         | 0       | 0               | 0              | 0                         |
| Gaston Mazzacane     | 17                   | 0         | 0       | 0               | 0              | 0                         |
| Fernando Alonso      | 17                   | 0         | 0       | 0               | 0              | 0                         |
| Alex Yoong           | 14                   | 0         | 0       | 0               | 0              | 0                         |
| Mark Webber          | 16                   | 0         | 0       | 2               | 0              | 0                         |
| Anthony Davidson     | 2                    | 0         | 0       | 0               | 0              | 0                         |
| Justin Wilson        | 11                   | 0         | 0       | 0               | 0              | 0                         |
| Jos Verstappen       | 16                   | 0         | 0       | 0               | 0              | 0                         |
| Nicolas Kiesa        | 5                    | 0         | 0       | 0               | 0              | 0                         |
| Gianmaria Bruni      | 18                   | 0         | 0       | 0               | 0              | 0                         |
| Zsolt Baumgartner    | 18                   | 0         | 0       | 1               | 0              | 0                         |
| Patrick Friesacher   | 11                   | 0         | 0       | 3               | 0              | 0                         |
| Christijan Albers    | 19                   | 0         | 0       | 4               | 0              | 0                         |
| Robert Doornbos      | 8                    | 0         | 0       | 0               | 0              | 0                         |